# Torneo de Adelaida 2025
El Adelaide International 2025 fue un evento de tenis de la ATP 250 y de la WTA 500, y se disputó en Adelaida (Australia) en el complejo Memorial Drive Center y en cancha dura al aire libre, siendo parte de una serie de eventos que hacen de antesala al Abierto de Australia, desde el 6 hasta el 11 de enero de 2025.

## Distribución de puntos
| Modalidad            | Campeón | Finalista | Semifinales | Cuartos de final | 2ª ronda | 1ª ronda | Clasificados | 2ª ronda de clasificación | 1ª ronda de clasificación |
| Individual masculino | 250     | 165       | 100         | 50               | 25       | 0        | 13           | 7                         | 0                         |
| Dobles masculino     | 250     | 150       | 90          | 45               | 20       | 0        | -            | -                         | -                         |

| Modalidad           | Campeona | Finalista | Semifinales | Cuartos de final | 2ª ronda | 1ª ronda | Clasificadas | 2ª ronda de clasificación | 1ª ronda de clasificación |
| Individual femenino | 500      | 325       | 195         | 108              | 60       | 1        | 25           | 13                        | 1                         |
| Dobles femenino     | 500      | 325       | 195         | 108              | -        | 1        | -            | -                         | -                         |

## Cabezas de serie

### Individual masculino
| Tenista                 | Ranking | Preclasificado |
| Tommy Paul              | 12      | 1              |
| Sebastian Korda         | 22      | 2              |
| Tomáš Macháč            | 25      | 3              |
| Jiří Lehečka            | 28      | 4              |
| Félix Auger-Aliassime   | 29      | 5              |
| Aleksandr Búblik        | 33      | 6              |
| Brandon Nakashima       | 38      | 7              |
| Tomás Martín Etcheverry | 39      | 8              |
| Zhizhen Zhang           | 45      | 9              |

- Ranking del 30 de diciembre de 2024.[3]

### Dobles masculino
| Tenista                           | Ranking | Preclasificado |
| Marcelo Arévalo Mate Pavić        | 2       | 1              |
| Kevin Krawietz Tim Puetz          | 16      | 2              |
| Simone Bolelli Andrea Vavassori   | 21      | 3              |
| Harri Heliövaara Henry Patten     | 30      | 4              |
| Nathaniel Lammons Jackson Withrow | 38      | 5              |
| Matthew Ebden Joran Vliegen       | 44      | 6              |
| Joe Salisbury Neal Skupski        | 51      | 7              |
| Sander Gillé Jan Zieliński        | 56      | 8              |

### Individual femenino
| Tenista          | Ranking | Preclasificado |
| Jessica Pegula   | 7       | 1              |
| Emma Navarro     | 8       | 2              |
| Daria Kasatkina  | 9       | 3              |
| Danielle Collins | 11      | 4              |
| Paula Badosa     | 12      | 5              |
| Diana Shnaider   | 13      | 6              |
| Anna Kalinskaya  | 14      | 7              |
| Jeļena Ostapenko | 15      | 8              |

- Ranking del 30 de diciembre de 2024.[4]

### Dobles femenino
| Tenista                          | Ranking | Preclasificada |
| Su-wei Hsieh Jeļena Ostapenko    | 13      | 1              |
| Ellen Perez Kateřina Siniaková   | 14      | 2              |
| Chan Hao-ching Lyudmyla Kichenok | 20      | 3              |
| Asia Muhammad Demi Schuurs       | 39      | 4              |

## Campeones

### Individual masculino
Félix Auger-Aliassime venció a  Sebastian Korda por 6-3, 3-6, 6-1

### Individual femenino
Madison Keys venció a  Jessica Pegula por 6-3, 4-6, 6-1

### Dobles masculino
Simone Bolelli /  Andrea Vavassori vencieron a  Kevin Krawietz /  Tim Puetz por 4-6, 7-6(7-4), [11-9]

### Dobles femenino
Hanyu Guo /  Alexandra Panova vencieron a  Beatriz Haddad Maia /  Laura Siegemund por 7-5, 6-4